# Champfleur
Champfleur – miejscowość i gmina we Francji, w regionie Kraj Loary, w departamencie Sarthe.
Według danych na rok 2010 gminę zamieszkiwały 1452 osoby, a gęstość zaludnienia wynosiła 110 osób/km².